# HideMyAss!
HideMyAss! (HMA!) es un proveedor de red privada virtual (VPN) fundado en 2005 en el Reino Unido. Es una filial  de la compañía checa de ciberseguridad Avast desde 2016.

## Historia
HideMyAss! fue creada en 2005 en Norfolk, Inglaterra por Jack Cator. En ese tiempo, Cator tenía 16 años de edad. Él creó HMA! para esquivar las restricciones que su escuela puso para acceder a juegos o música desde su red. Según Cator, el primer servicio HideMyAss! fue creado en solo unas cuantas horas utilizando código de fuente abierta.  El primer producto era un sitio web libre donde los usuarios ingresaban una URL y  éste entregaba el sitio web en el navegador del usuario.
Cator promovió la herramienta en foros en línea y fue destacado en la portada de Digg. Después de atraer más de mil usuarios, Cator incorporó anuncios. HMA! no tomó ningún fondo de inversionistas de capital. Generó entre $1,000 - $2,000 por mes mientras el fundador fue a la universidad para obtener un grado en informática. En 2009, Cator se salió de la universidad para enfocarse en HMA! y añadió un servicio VPN pagado. La mayoría de los empleados iniciales de HMA! eran freelancers encontrados en odesk.com. En 2012, uno de los freelancers armó un negocio competidor. HMA! respondió contratando a sus contratistas como empleados a tiempo completo y estableciendo oficinas físicas en Londres.
En 2012, el gobierno del Reino Unido envió a HideMyAss! una orden judicial reclamando que proporcionara información sobre el uso del servicio HMA! de Cody Andrew Kretsinger para piratear Sony como miembro del grupo pirata LulzSec. HMA! proporcionó la información a las autoridades. HMA! dijo que era una vulneración de las condiciones de uso utilizar el software de la compañía para actividades ilegales.
En 2013, HMA! agregó software para anonimizar tráfico de internet de dispositivos móviles. En 2014, la compañía introdujo el servicio HideMyPhone!, el cual permitió que usuarios de teléfono celular pudieran hacer sus llamadas y éstas parecían provenir una ubicación diferente.
Al 2014, el servicio tenía 10 millones de usuarios y 215,000 suscriptores de su servicio VPN pagado. Tuvieron £11 millones en ingresos que año. HMA! llegó a tener 100 personas trabajando y oficinas internacionales establecidas en Belgrado y Kiev.
En 2015, HMA! ya era uno de los proveedores VPN más grande. En mayo de ese año,  fue adquirido por AVG Technologies en $40 millones, y se hizo  parte de Avast después de la adquisición de AVG Technologies por parte de Avast en 2016.
En 2017, se descubrió una vulnerabilidad de seguridad que le permitió a hackers con acceso al portátil de un usuario obtener privilegios elevados en el dispositivo.
En 2019,  se reportó que HMA! recibió una instrucción de autoridades rusas para unirse a un registro patrocinado por el estado de sitios web prohibidos, el cual impediría a usuarios rusos de HMA! que esquivaran la censura estatal rusa. Se informó que a HMA! se le dio un según mes para cumplir, o enfretnar el bloqueo por autoridades rusas.
En 2020, HMA introdujo una política de no registro para su VPN. Según esta política, HMA no registrará la dirección IP original de un usuario, las consultas de DNS, la actividad en línea, la cantidad de datos transferidos o las marcas de tiempo de la conexión VPN. Tras la introducción de una política de no registro por parte de HMA, la VPN de HMA fue auditada de forma independiente por la empresa de ciberseguridad VerSprite. Luego se le otorgó una calificación de impacto en la privacidad del usuario de bajo riesgo por su política de no registro.

## Software
HideMyAss! proporciona servicios y software digitales con el fin de ayudar a los usuarios a mantenerse anónimos en línea y encriptar su tráfico en línea. Su software se usa para acceder a sitios web que pueden estar bloqueados en el país del usuario, para anonimizar información que de otra forma podría ser utilizada por hackers, y para hacer algo inescrupuloso sin ser identificado. La política de privacidad de HMA! y las condiciones de uso prohíben utilizarlo para actividades ilegales.
HMA! esconde la dirección IP del usuario y otra información de identificación encaminando el tráfico de internet del usuario a través de un servidor remoto. Aun así, los expertos notan que la compañía registra algunos datos de conexión incluyendo la IP de origen, la duración de cada sesión de VPN, y la cantidad de ancho de banda utilizado.
A mayo de 2018, la compañía tenía 830 servidores en 280 ubicaciones a través del globo y proporcionaba más de 3000 direcciones IP.

## Recepción
Una revisión en PC Magazine en 2016 le dio a la aplicación de android HMA! 3 estrellas de 5. Destacaron a HMA! por su selección de servidores e interfaz de usuario, pero lo criticó por el precio, la velocidad y la carencia de características avanzadas. En 2018, la misma revista dio una retroalimentación similar al servicio de VPN de HMA!